# Турци в Тунис
Турците в Тунис (на турски: Tunus Türkleri; на арабски: أتراك تونس‎; на френски: Turcs de Tunisie) са етническа група в Тунис.

## Численост
Основно турците живеят предимно в близост до крайбрежните градове, като Тунис, Нос Бон и островите, въпреки че има и много турци, които живеят в централната част на страната.

## Култура

### Език
През 2012 г. тунизийското правителство въведе турският език за учебен предмет във всички средни училища. 

### Религия
Всички турци, които живеят в Тунис са мюсюлмани. 